# フェルナンド・メイラ
フェルナンド・ジョゼ・ダ・シルヴァ・フレイタス・メイラ（Fernando José da Silva Freitas Meira, 1978年6月5日 - ）通称フェルナンド・メイラ (Fernando Meira) は、ポルトガル・ギマランイス出身の同国代表のサッカー選手。ポジションはディフェンダー。

## クラブ経歴

### 初期＆ベンフィカ
メイラはギマランイスに生まれると、地元のヴィトーリアSCでキャリアを始めた。レギュラーとしてプレーしたのは、ギマランイスでの最後のシーズンとなった1999-2000シーズンのみで、全53試合中30試合をこの年に出場した。1998年にレンタルで過ごした2部のFCフェルゲイラスでもレギュラーとしてプレーしていたが、5位に終わり惜しくも昇格を逃した。
2000年夏に400万ユーロ＋選手1名の取引で国内のビッグクラブのSLベンフィカと契約を結んだ。これは、当時のスーペル・リーガでポルトガル人選手に支払われた金額としては過去最高を記録した。1年目の2000-01シーズンは、31試合中30試合にスタメン出場をしキャプテンを務めたが、優勝は叶わなかったどころか6位に終わった。

### シュトゥットガルト
2002年1月に、クラブ史上最高金額となる移籍金750万ユーロでVfBシュトゥットガルトへ移籍した。ゼネラルマネージャーのロルフ・ラスマンは、トロフィーのための獲得と説明した。そして、3-0で勝利した26日のハンブルガーSV戦で公式デビューをした。
2002-03シーズンは、フェリックス・マガト監督の下でリーグ戦31試合に起用（残りの3試合はサスペンションだったため、実質全試合）され、チームはバイエルン・ミュンヘンに次ぐ2位で終わったことによりUEFAチャンピオンズリーグ 2003-04出場権を確保した。一方のUEFAカップでは、2回戦第2戦のフェレンツヴァーロシュTC相手に終了間際にPKを決めホームで2-0とし活躍するも、4回戦のセルティックFC戦では、ペナルティエリア内でのクリアミスからショーン・マロニーに逆転ゴールを決められ、最終的に1-3で敗戦した。さらにイエローカードを提示されたことからサスペンションにより第2戦は出場停止と2度のミスを犯した。第2戦でチームは3-2で勝利するもアウェーゴールルールにより敗退した。
2006-07シーズン、長年に渡りキャプテンを務めたズヴォニミール・ソルドが引退したことによりアルミン・フェー監督からキャプテンに指名された。この年はザーダール・タスキの台頭もあり20試合中先発17試合3ゴールだったが、チームは15シーズンぶりにリーグ優勝に輝き、DFBポカールは準優勝だった。
6シーズン半過ごしたシュトゥットガルトで公式戦に230試合に出場し、13ゴールを決めた。2008年夏、30歳の時にチームを去っていった。

### ガラタサライ
2008年7月20日、2010年まで契約延長していたものの2007-08シーズン終了に伴い、シュトゥットガルトはキャプテンのメイラ放出することを発表。2日後にガラタサライは移籍金450万ユーロの契約期間3+1年を結んだことを発表した。
公式デビューとなったトルコ・スーパーカップ戦でカイセリスポル相手に2-1と勝利し、タイトルを獲得するもリーグは5位に終わり、シーズン終了後に退団した。

### ゼニト
FCゼニト・サンクトペテルブルクからの興味を持たれていることが報告されてからのメイラは動揺を見せ始め、2009年3月半ばに移籍金450万ユーロの3年契約で加入した。リヴァプールFCへ去っていったマルティン・シュクルテルが以前着用していた背番号3が渡された。
2009年3月15日の開幕戦FCスパルタク・モスクワ戦でロシアリーグデビュー。この試合でスタメンとして出場し1-1で引き分けた。4月5日のFCトム・トムスク戦で初ゴールを決め3-0で勝利した。ゼニトでの1年目はレギュラーとしてプレーしていたが、2年目の2011年から同胞のブルーノ・アルヴェスがFCポルトから移籍してくるとポジションを失ったため出場機会を求めて退団した。

## キャリア晩年
2011年8月15日、33歳となったメイラは、ゼニトと双方合意で契約解除をした後にレアル・サラゴサと契約した。28日のレアル・マドリードをホームに迎えた開幕戦でデビューをし、スタメンとしてこの試合に出場するもイエローカードを提示され、0-6と大敗した。ここでは殆どの試合を守備的MFとして出場し、アルゼンチン代表のレオナルド・ポンシオとコンビを組んでいた。2012年2月1日にサラゴサを退団し、以降はどのクラブとも契約を結んでいない。

## 代表経歴
U-21代表として30試合以上に出場した後、2000年にポルトガル代表デビューをした。2004年にアテネオリンピックのメンバーに選ばれ、グループリーグ敗退までの全3試合に出場した。
2006 FIFAワールドカップはジョルジュ・アンドラーデが負傷したことにより選ばれると、その代役を見事にこなし全7試合に出場した。3位決定戦のドイツ戦までの間を6試合2失点と堅守に貢献。ドイツ戦では3失点を喫し1-3で敗戦した。以降もレギュラーとしてプレーし、UEFA EURO 2008は予選を通じて招集され、本大会でもグループステージ全3試合に出場するも、準々決勝のドイツ戦には出場せずチームは2-3で敗退した。

## 所属クラブ
- ヴィトーリアSC 1996-2000

→  FCフェルゲイラス(loan) 1998-1999
- SLベンフィカ 2000-2001
- VfBシュトゥットガルト 2002-2008
- ガラタサライSK 2008-2009
- FCゼニト・サンクトペテルブルク 2009-2011
- レアル・サラゴサ 2011-2012

## 代表歴

### 出場大会
- ポルトガル代表
  - 2006 FIFAワールドカップ

### 試合数
- 国際Aマッチ 54試合 2得点（2000年-2008年）[17]

| ポルトガル代表 | 国際Aマッチ | 国際Aマッチ |
| 年             | 出場        | 得点        |
| -------------- | ----------- | ----------- |
| 2000           | 2           | 0           |
| 2001           | 5           | 0           |
| 2002           | 4           | 0           |
| 2003           | 7           | 0           |
| 2004           | 1           | 0           |
| 2005           | 8           | 2           |
| 2006           | 10          | 0           |
| 2007           | 9           | 0           |
| 2008           | 8           | 0           |
| 通算           | 54          | 2           |

## タイトル

### クラブ
- VfBシュトゥットガルト
  - ブンデスリーガ : 1 (2006-07)

ガラタサライSK
- トルコ・スーパーカップ : 1 (2008)

FCゼニト・サンクトペテルブルク
- ロシアサッカー・プレミアリーグ : 1 (2010)
- ロシア・カップ : 1 (2010)
- ロシア・スーパーカップ : 1 (2011)